# North Vancouver—Burnaby
Pour les articles homonymes, voir North Vancouver (homonymie) et Burnaby (homonymie).
North Vancouver—Burnaby est une ancienne circonscription électorale fédérale de la Colombie-Britannique, représentée de 1979 à 1988.
La circonscription de North Vancouver—Burnaby est créée en 1976 avec des parties de Burnaby—Seymour et de Capilano. Abolie en 1987, elle est redistribuée parmi Burnaby—Kingsway et North Vancouver.

## Géographie
En 1976, la circonscription de North Vancouver—Burnaby comprenait:
- Une partie de la municipalité de Burnaby, délimitée par le chemin de fer du Canadien Pacifique, l'avenue Sperling, la rue Hastings, la rue Pandora, la promenade Inlet, l'avenue Philips, la rivière Indian, l'anse Burrard et la rivière Seymour
- Une partie de la ville de North Vancouver, délimitée par la limite nord de la ville de Vancouver, la rivière Symour, le ruisseau Lynn, la limite territorial avec New Westminster, le ruisseau Mosquito et l'avenue Saint-Georges

## Député
1. 1979-1988 — Chuck Cook, PC

- PC = Parti progressiste-conservateur